# Grupo Desportivo de Maputo
El Grupo Desportivo de Maputo és un club de futbol de la ciutat de Maputo, Moçambic.

## Història
El club va ser fundat el 31 de maig de 1921 amb el nom de Grupo Desportivo de Lourenço Marques pel professor Sá Couto, José Maria Rodrigues, Alfredo Fragoso, Américo Costa, Martinho Carvalho Durão i Professor Cabanelas.
El 1976, després de la independència de Moçambic, el club s'anomenà Grupo Desportivo de Maputo.

## Palmarès
- 6 Lliga moçambiquesa de futbol:[1] 1977, 1978, 1983, 1988, 1995, 2006
- 2 Campionat colonial: 1957, 1964
- 2 Copa moçambiquesa de futbol:[2] 1983, 2006
- 2 Copa d'Honor de Maputo: 2007, 2008
- 12 Lliga de Lourenço Marques de futbol: 1925, 1926, 1927, 1929, 1937, 1944, 1945, 1946, 1952, 1956, 1957, 1959

## Altres seccions
A més del futbol, el Desportivo de Maputo també té altres seccions com ara atletisme, basquetbol, futbol sala, hoquei sobre patins, i natació.

### Palmarès d'hoquei sobre patins
- 3 Lliga portuguesa d'hoquei sobre patins: 1969, 1971, 1973
- 16 Lliga moçambiquesa d'hoquei sobre patins: 1976, 1987, 1994, 1995, 1996, 1997, 1998, 1999, 2000, 2001, 2002, 2003, 2004, 2006, 2010, 2019

## Jugadors destacats
- Mário Coluna